# Scottsville (Kansas)
Scottsville – miasto w Stanach Zjednoczonych, w stanie Kansas, w hrabstwie Mitchell.